# Um Dia (romance)

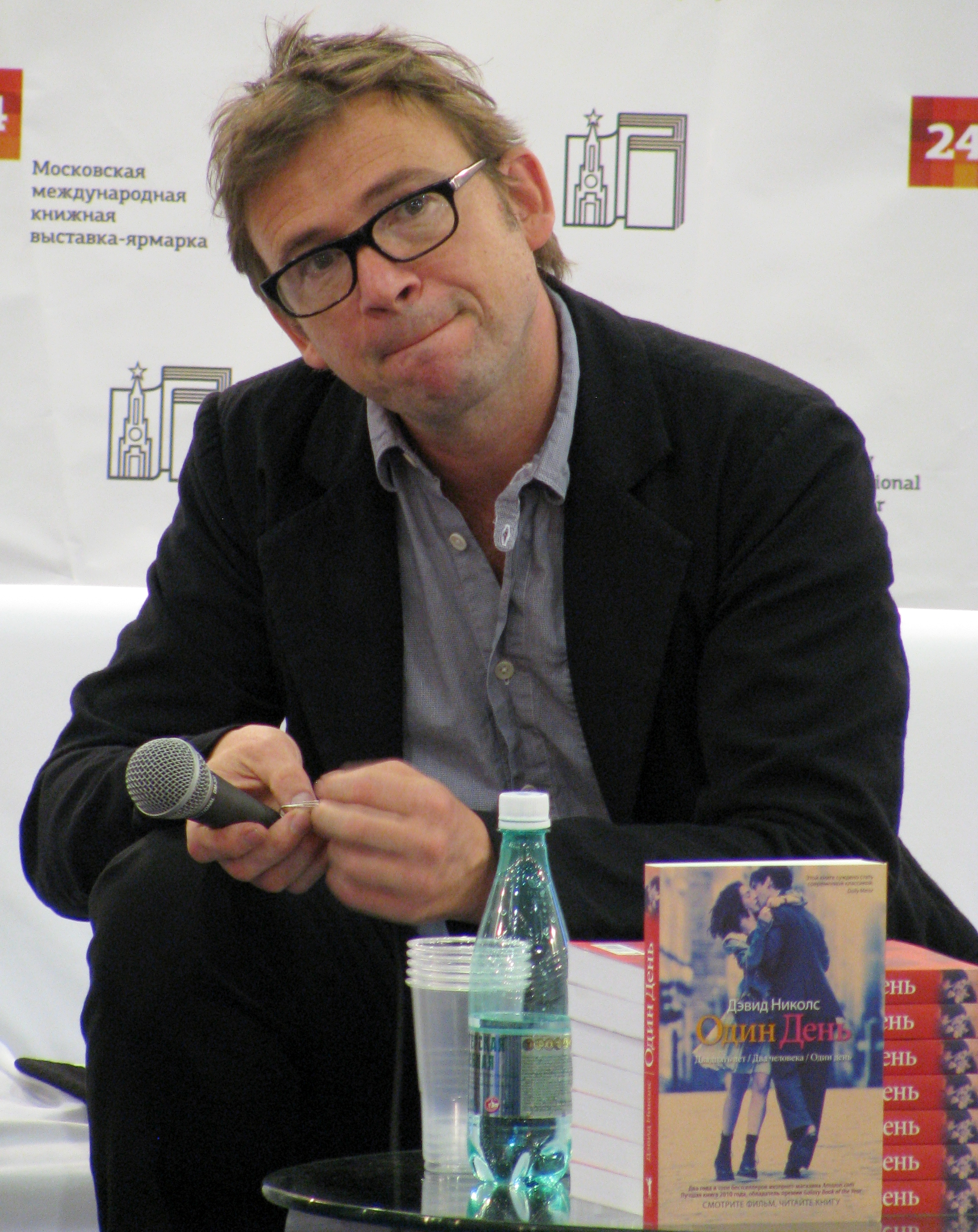
David Nicholls, na Moscow International Book Fair 2011

Um Dia (em inglês One Day) é um romance britânico de David Nicholls. Foi o vencedor da categoria Livro de ficção mais popular do ano dos Galaxy National Book Awards de 2010.
Em agosto de 2011 foi lançada uma adaptação cinematográfica homônima feita pelo próprio autor, com Anne Hathaway e Jim Sturgess nos papéis principais.

## Sinopse
Dexter Mayhew e Emma Morley conheceram-se em 1988. Ambos sabem que no dia seguinte, após a formatura na universidade, deverão trilhar caminhos diferentes. Mas, depois de apenas um dia juntos, não conseguem parar de pensar um no outro. Os anos passam e Dex e Em levam vidas isoladas - vidas muito diferentes daquelas que eles sonhavam ter. Porém, incapazes de esquecer o sentimento muito especial que os arrebatou naquela primeira noite, surge uma extraordinária relação entre os dois. Ao longo dos vinte anos seguintes, flashes do relacionamento deles são narrados, um por ano, todos no mesmo dia: 15 de julho. Dexter e Emma enfrentam disputas e brigas, esperanças e oportunidades perdidas, risos e lágrimas. E, conforme o verdadeiro significado desse dia crucial é desvendado, eles precisam acertar contas com a essência do amor e da própria vida.